# Центар масе
Центар масе је тачка на објекту (или систему) {\displaystyle \mathbb {R} ^{n}} у којој се може сматрати да је концентрисана читава маса објекта. Захваљујући овоме, читав објекат се може третирати као материјална тачка, чија је маса једнака укупној маси система, и његово кретање се може поредити са кретањем овакве материјалне тачке. У центру масе је нападна тачка гравитационе силе која делује на тело. 
Тежиште представља тачку на објекту у којој би се налазио центар масе када би објекат био константне густине. 

### Архимедов закон полуге
Грчки физичар и математичар Архимед је први увео појам центра масе и открио својства полуге. Закон полуге дефинише добијање вишеструке силе на једном њеном крају, променом растојања између ослонца и крајева полуге. Закон је сачињен од седам постулата који су наведени у Архимедовом делу "О равнотежи равних тела или о тежиштима равних тела". Архимед је под тежиштем разумео тачку која има особину да остане у равнотежи кад се за њу обеси тело без обзира на положај који му је дат.
,,Дајте ми ослонац и довољно дугачку полугу и променићу свет."

## Одређивање центра масе

### Центар маса тачака (једнодимензиони систем)
Најједноставнији пример јесте пример клацкалице: Имамо дате две тачке {\displaystyle S} и {\displaystyle P} на крајевима клацкалице са својим масама {\displaystyle m_{1}} и {\displaystyle m_{2}\ (m_{1},m_{2}\neq 0)} што ћемо означити са {\displaystyle S(m_{1}),\ P(m_{2})} и нека је {\displaystyle T} тачка ослонца чији се положај тражи да би клацкалица била у равнотежи. За {\displaystyle T} важи:
{\displaystyle |ST|:|TP|=m_{2}:m_{1}\Longleftrightarrow m_{1}{\overrightarrow {TS}}+m_{2}{\overrightarrow {TP}}={\overrightarrow {0}}}
Из наведене еквиваленције се закључује да се у тежишту маса {\displaystyle T} силе поништавају.
Увођењем произвољне тачке {\displaystyle O,} може се извести дефиниција тежишта маса тачака {\displaystyle S(m_{1})} и {\displaystyle P(m_{2})}: 
{\displaystyle m_{1}({\overrightarrow {TO}}+{\overrightarrow {OS}})+m_{2}({\overrightarrow {TO}}+{\overrightarrow {OP}})={\overrightarrow {0}}}
Из ове формуле се лако израчунава вектор положаја тачке {\displaystyle T}:
{\displaystyle {\overrightarrow {OT}}={\frac {1}{m_{1}+m_{2}}}(m_{1}{\overrightarrow {OS}}+m_{2}{\overrightarrow {OP}})}
Центар масе {\displaystyle n} тачака се израчунава формулом:
{\displaystyle {\overrightarrow {OT}}={\frac {1}{\sum _{k=1}^{n}m_{k}}}\sum _{k=1}^{n}m_{k}{\overrightarrow {OA_{k}}}}

##### Тежиштетроугла
- Тежишна дуж је дуж која спаја теме са центром наспрамне странице.
  - {\displaystyle S_{2}} - центар масе тачака {\displaystyle P} i {\displaystyle Q}
  - {\displaystyle SS_{1}} - тежишна дуж из {\displaystyle S}
- Тежиште троугла је центар маса троугла са једнаким оптерећењима/масама у теменима троугла.

Теорема: Тежишне дужи се секу у центру маса.
Аналогно претходном случају може се израчунати тежиште масе и за три тачке {\displaystyle S(m_{1}),} {\displaystyle P(m_{2})} и {\displaystyle Q(m_{3})}: 
{\displaystyle {\overrightarrow {0}}=m_{1}{\overrightarrow {TS}}+m_{2}{\overrightarrow {TP}}+m_{3}{\overrightarrow {TQ}}}
Ово се физички може гледати као троугао од чврстог материјала који је у равнотежи уколико је ослонац у тачки {\displaystyle T}, а маса сконцентрисана у теменима. 
Увођењем тачке {\displaystyle O} помоћу претходне формуле се може изести формула за израчунавање вектора положаја:
{\displaystyle {\overrightarrow {OT}}={\frac {1}{m_{1}+m_{2}+m_{3}}}(m_{1}{\overrightarrow {OS}}+m_{2}{\overrightarrow {OP}}+m_{3}{\overrightarrow {OQ}})}

#### Центар масе хомогених тела
Код хомогених тела центар масе се налази у пресеку дијагонала.
Уколико је хомогено тело у облику латиничног слова "L" центар масе се проналази у неколико корака:
1. Тело се подели на два четвороугла као на слици (слика 2) . Одреди се центар масе оба четвороугла (центар масе четвороугла је у пресеку његових дијагонала). Дуж {\displaystyle AB} спаја тежишта ова два четвороугла.
2. Тело се подели на два четвороугла као на слици (слика 3). Одреди се центар масе оба четвороугла (центар масе четвороугла је у пресеку његових дијагонала). Дуж {\displaystyle CD} спаја тежишта ова два четвороугла
3. Пресечна тачка {\displaystyle (O)} дужи {\displaystyle AB} и {\displaystyle CD} је центар масе овог тела

### Центар масе дводимензионог система
У зависности од објекта за који се израчунава центар масе постоје два случаја. У дискретном случају када је дато {\displaystyle n} материјалних тела ({\displaystyle n} је коначан број), сваки са масом {\displaystyle m_{i}} који су распоређени у некој равни тако да се свако материјално тело налази у тачки {\displaystyle (x_{i},y_{i})}
{\displaystyle M=\sum m_{i}} је укупна маса система. Свако тело мора имати момент силе око сваке осе. Одакле следи:
Момент око {\displaystyle x}-осе:
{\displaystyle \mu _{x}=\sum _{i=1}^{n}m_{i}y_{i}}
Момент око {\displaystyle y}-осе:
{\displaystyle \mu _{y}=\sum _{i=1}^{n}m_{i}x_{i}}
Тачка {\displaystyle T} која је центар масе система има координате {\displaystyle T={\frac {1}{M}}(\sum _{i=1}^{n}m_{i}x_{i},\sum _{i=1}^{n}m_{i}y_{i}).}
У случају када је дат непрекидан објекат ове се формуле могу уопштити тако што се уместо суме користи ингеграл.

## Физика

### Механички систем
Механички систем представља скуп материјалних тачака или тела где су положаји и кретања свих материјалних тачака или тела међусобно зависни. При томе се претпоставља постојање сила интеракције између појединих честица (тела). Круто тело се може сматрати механичким системом честица од којих је и састављено. Класичан пример механичког система је Сунчев систем. У њему су сва тела повезана међусобним силама интеракције.

### Маса система и центар масе система
Кретање система ће сигурно зависити, осим од сила које делују на њега, од укупне масе система и расподеле масе у систему. Маса система је једнака аритметичкој средини маса свих честица (тела) које га чине {\displaystyle m=\sum _{k}m_{k}}. При разматрању кретања крутих тела и других механичких система од важности је тачка која се назива центром масе. Ако се систем састоји од коначног броја тачака, чије масе су {\displaystyle m_{1},m_{2}...,m_{k}...,m_{n}} ({\displaystyle n} је укупан број тих тачака), центром масе се назива тачка {\displaystyle C} чији је вектор положаја {\displaystyle {\vec {r}}_{c}} одређен изразом
{\displaystyle {\vec {r}}_{c}}= {\displaystyle {\frac {\sum _{k=1}^{n}m_{k}{\vec {r}}_{k}}{\sum _{k=1}^{n}m_{k}}}}= {\displaystyle {\frac {\sum _{k=1}^{n}m_{k}{\vec {r}}_{k}}{m}}}
где су {\displaystyle {\vec {r}}_{1}}, {\displaystyle {\vec {r}}_{2}}..., {\displaystyle {\vec {r}}_{k}}..., {\displaystyle {\vec {r}}_{n}} вектори положаја у односу на одабрану тачку {\displaystyle O.}
У Декартовом координатном систему, координате положаја центра масе су одређене са:
{\displaystyle x_{C}=\ {\frac {\sum _{k=1}^{n}m_{k}x_{k}}{\sum _{k=1}^{n}m_{k}}}}
{\displaystyle y_{C}=\ {\frac {\sum _{k=1}^{n}m_{k}y_{k}}{\sum _{k=1}^{n}m_{k}}}}
{\displaystyle z_{C}=\ {\frac {\sum _{k=1}^{n}m_{k}z_{k}}{\sum _{k=1}^{n}m_{k}}}}
Треба приметити да центар масе није материјална тачка, већ се ради о геометријској тачки.
Центар масе не мора бити ни на једној од материјалних тачака (или телу, ако је оно у питању). Центар масе карактерише расподелу масе у механичком систему (или телу). У случају крутих тела, која имају континуалну расподелу масе, мора се размишљати на "диференцијални" начин. У мислима тело ће се поделити на елементарне масе {\displaystyle dm,} па израз за центар масе тела поприма облик
{\displaystyle {\vec {r}}_{c}}={\displaystyle {\frac {\int \limits _{m}\,{\vec {r}}\,dm}{\int \limits _{m}\,\,dm}}}
У Декартовим координатама, координате положаја центра масе тела су дате са
{\displaystyle x_{C}=\ {\frac {\int \limits _{m}\,x\,dm}{\int \limits _{m}\,\,dm}}}
{\displaystyle y_{C}=\ {\frac {\int \limits _{m}\,y\,dm}{\int \limits _{m}\,\,dm}}}
{\displaystyle z_{C}=\ {\frac {\int \limits _{m}\,z\,dm}{\int \limits _{m}\,\,dm}}}

## Астрономија
Центар масе има важан утицај у астрономији и астрофизици, где се обично назива и барицентар. Барицентар је тачка између два објекта у којој они балансирају између себе; то је центар масе где два или више небеских тела круже једни око других. 
Маса Месеца, иако 81,3 пута мања од масе Земље, није занемарљива. Она делује на Земљу и заправо Месец не кружи око Земље, већ Месец и Земља осцилирају око једне заједничке тачке - барицентра. И заправо тачка у којој се налази барицентар обилази Сунце по елиптичној путањи док центри Месеца и Земље осцилирају око те тачке.